# قانون القدرة العقلية لعام 2005
قانون القدرة الذهنية لعام 2005 (الفصل 9) هو قانون صادر عن برلمان المملكة المتحدة، ويُطبق في إنجلترا وويلز.
الهدف الأساسي من هذا القانون هو توفير إطار قانوني لاتخاذ الإجراءات والقرارات نيابةً عن البالغين الذين يفتقرون إلى القدرة على اتخاذ قرارات معينة بأنفسهم.

## الأساسية

### المبادئ القانونية الخمسة:
وقد تم تحديد المبادئ الخمسة في القسم الأول من القانون. تم تصميم هذه القوانين لحماية الأشخاص الذين يفتقرون إلى القدرة على اتخاذ قرارات معينة وتعظيم قدرتهم على اتخاذ القرارات والمشاركة في صنع القرار، بقدر ما يستطيعون القيام بذلك.
- يجب افتراض أن الشخص يمتلك القدرة ما لم يُثبت أنه يفتقر إليها.
- لا ينبغي اعتبار الشخص غير قادر على اتخاذ قرار ما لم تُبذل جميع الخطوات الممكنة لمساعدته في اتخاذه دون نجاح.
- لا ينبغي اعتبار الشخص غير قادر على اتخاذ قرار لمجرد أنه يتخذ قرارًا غير حكيم.
- يجب أن يتم أي إجراء أو قرار يُتخذ بموجب هذا القانون نيابةً عن شخص يفتقر إلى القدرة، بما يصب في مصلحته الفضلى.
- قبل اتخاذ أي إجراء أو قرار، يجب النظر فيما إذا كان الهدف المرجو يمكن تحقيقه بطريقة أقل تقييدًا لحقوق الشخص وحريته في التصرف.

### ملخص العناصر الأساسية الأخرى في القانون:
- يُتيح القانون للأشخاص التخطيط المسبق لفترة قد يحتاجون فيها إلى دعم، ويتضمن هذا تقديم قرارات مسبقة برفض العلاج.
- يجب أن تكون كل مسألة أو قرار يُنظر فيه محددًا من حيث الوقت ونوع القرار.
- يُعزز القانون مبدأ "المصلحة الفضلى" للفرد المعني.
- محكمة الحماية تتدخل في القرارات المعقدة، ويُدير مكتب الوصي العام (المعروف سابقًا باسم مكتب الوصاية العامة) الجوانب الإدارية لتطبيق القانون.
- خدمة المدافع المستقل عن القدرة الذهنية تقدم المساعدة للأشخاص الذين لا يمتلكون شبكة دعم شخصية.
- المادة 44 من القانون تُجرّم الإهمال العمدي لشخص يفتقر إلى القدرة الذهنية.
- يُطبق القانون عمومًا على من تجاوزوا سن 16 عامًا، إلا أنه قد يشمل من هم أصغر سنًا إذا كان يُعتقد أن ضعف قدرتهم سيستمر حتى مرحلة البلوغ.

## المادة 68: التنفيذ والنطاق
وقد صدرت الأوامر التالية بموجب هذا القسم:
- قانون القدرة العقلية لعام 2005 (رقم البدء 1) الأمر 2006 (SI 2006/2814 (C. 95))
- قانون القدرة العقلية لعام 2005 (البدء رقم 1) (التعديل) الأمر 2006 (SI 2006/3473 (C. 133))
- قانون القدرة العقلية لعام 2005 (البدء رقم 2) الأمر 2007 (SI 2007/1897 (C. 72))
- قانون القدرة العقلية لعام 2005 (رقم البدء 1) (إنجلترا وويلز) الأمر 2007 (SI 2007/563 (C. 24))
- قانون القدرة العقلية لعام 2005 (بدء العمل) (ويلز) الأمر 2007 (SI 2007/856 (W. 79) (C. 34))

## جدول تنفيذ الميزات الجديدة:
تشمل التدابير الجديدة التي أدخلها القانون ما يلي:
نيسان 2007:
- جريمة جديدة: الإهمال العمدي لشخص يفتقر إلى القدرة.
- خدمة جديدة للدفاع المستقل عن القدرة الذهنية أُطلقت في إنجلترا.
- إصدار مدونة ممارسات توضح كيفية الامتثال للقانون.

تشرين الأول 2007:
- تمديد خدمة IMCA إلى ويلز.
- إطلاق سلطات التوكيل الدائم والوكلاء.
- تأسيس محكمة حماية جديدة.
- تأسيس مكتب الوصي العام الجديد.[3]

## التعديلات
قضية بورن وود (HL ضد المملكة المتحدة):
ردًا على حكم المحكمة الأوروبية لحقوق الإنسان في قضية HL ضد المملكة المتحدة سنة 2004، تم تعديل القانون في تموز 2007 من خلال "قانون الصحة النفسية 2007"، وأُضيفت ضمانات الحرمان من الحرية التي طُبقت في نيسان 2009.
تهدف هذه التعديلات إلى وضع آليات إدارية لضمان الامتثال لإجراءات القانون في حالات البالغين الذين يُحتمل أن يُحرموا من حريتهم في دور الرعاية أو المستشفيات، وبالتالي حماية مقدمي الرعاية الصحية والاجتماعية من الملاحقة بموجب قانون حقوق الإنسان.
من العناصر الأساسية لضمانات الحرمان من الحرية أن يُوفَّر للشخص ممثل، وأن يُمنح الحق في الطعن على قرار الحرمان من الحرية أمام محكمة الحماية، بالإضافة إلى ضرورة وجود آلية لمراجعة ومتابعة الحرمان من الحرية بشكل منتظم.
وقد جاءت هذه الضمانات بعد حكم المحكمة الأوروبية لحقوق الإنسان الذي اعتبر أن احتجاز مريض يفتقر للقدرة الذهنية دون امتثال لأحكام المادة 5 من الاتفاقية الأوروبية لحقوق الإنسان يُعد انتهاكًا، خصوصًا في ما يتعلق بإبلاغ الشخص بسبب احتجازه وحقه في الوصول السريع إلى المحكمة.

### قانون تعديل القدرة الذهنية 2019
تم تعديل قانون القدرة الذهنية في أيار 2019. ويقضي هذا التعديل باستبدال ضمانات الحرمان من الحرية بإطار قانوني جديد يُعرف باسم ضمانات حماية الحرية. وستُطبق هذه الضمانات على أي شخص يبلغ من العمر 16 عامًا أو أكثر ويفتقر إلى القدرة الذهنية، بدلاً من 18 عامًا كما كان معمولًا به في نظام.
يبقى "الاختبار الحاسم" الوارد في قضية تشِشير ويست ساريًا، ولا يزال لا يوجد تعريف قانوني رسمي لمفهوم "الحرمان من الحرية".
كان من المُقرر تنفيذ النظام الجديد في تشرين الأول 2020، لكن أعلنت وزيرة الرعاية هيلين واتلي في تموز 2020 عن تأجيل التنفيذ، مع التوقع بأن يتم التنفيذ الكامل في نيسان 2022. وقد أُرجع جزء من هذا التأخير إلى جائحة كوفيد-19.
وخلال هذه الفترة، سيتم إعداد مسودة مدونة ممارسات تُطرح لاحقًا للتشاور العام.
وفي 4 نيسان 2023، أُعلن عن تأجيل إضافي من قِبل الحكومة، التي أوضحت أن تنفيذ الضمانات الجديدة من غير المرجح أن يتم خلال عمر البرلمان الحالي.

### التشريعات ذات الصلة في المملكة المتحدة:
- نص قانون القدرة الذهنية لعام 2005 بصيغته الحالية (بما في ذلك التعديلات) متاح على موقع: legislation.gov.uk
- ملاحظات توضيحية بشأن القانون متوفرة على نفس الموقع.

## قراءة إضافية
- أتكينسون، ج. (2006) الحماية الخاصة والعامة: تشريعات الصحة العقلية المدنية ، إدنبرة، مطبعة دنيدن الأكاديمية

## روابط خارجية
- ملخص وزارة الصحة
- ملخص من direct.gov
- ملخص سهل القراءة باللغة الإنجليزية البسيطة
- دليلك الإحصائي لقانون القدرة العقلية لعام 2005
- صحيفة الحقائق رقم 460: قانون القدرة العقلية لعام 2005 ، جمعية الزهايمر
- صحيفة الحقائق رقم 483: ضمانات الحرمان من الحرية (DoLS) ، جمعية الزهايمر
- حماية الضعفاء؟ بقلم آنا راكون
- العجز عبر الحدود: هل تجد إنجلترا وويلز فتاحة العلب؟[وصلة مكسورة] الجدول 3 لقانون القدرة العقلية لعام 2005[وصلة مكسورة]